# Дюбуа де Темвилль, Жак Шарль
Жак Шарль Дюбуа (фр. Jacques Charles Dubois; 1762—1847) — французский военный деятель, бригадный генерал (1813 год), барон (1808 год), участник революционных и наполеоновских войн.
Имя генерала выбито на Триумфальной арке в Париже.

## Биография
Родился в семье Шарля Дюбуа (фр. Charles Dubois) и его супруги Мари-Анны де Лестр (фр. Marie-Anne de Laistre). Поступил 5 марта 1781 года добровольцем на военную службу в драгунский полк Генерал-полковника. 3 марта 1789 года вышел в отставку.
25 января 1792 года возобновил службу в звании младшего лейтенанта 16-го драгунского полка. 12 июня 1792 года включён в отряд из 200 человек, отправленных этим полком в Санто-Доминго. Участвовал в кампаниях на море и в колониях, награждён званием капитана. Во время отступления эскадры из Санто-Доминго, французские консулы Нью-Йорка и Балтимора информировали министра иностранных дел о мудром и твёрдом поведении, которое проявил капитан Дюбуа для восстановления порядка и дисциплины среди войск, и приписывали ему большую часть успеха мер, принятых для этой цели.
Вернувшись во Францию в 1795 году, Дюбуа сражался в Вандее под началом генералов Канкло и Гоша. Затем служил в Самбро-Маасской и Рейнской армиях. Был ранен во время отступления генерала Журдана в сентябре 1797 года.
В 1798 году переведён на Апеннинский полуостров, и сражался в Италии и Неаполе. 9 декабря 1798 года, во время дела у Отриколиса (в составе армии Неаполя), он прыгнул в овраг со своим полковником, капитаном, младшим лейтенантом и драгуном, чтобы попытаться сбросить вражеский батальон, который огнём беспокоил французские войска. Спешившись, они смогли захватить около двадцати пленных, которых он привёз в штаб с помощью драгунов.
Затем участвовал 19 июня 1799 года в сражении на реке Треббии и 15 августа 1799 года в сражении при Нови.
3 октября 1803 года произведён в командиры эскадрона 3-го драгунского полка. В рядах 2-й драгунской дивизии Великой Армии принимал участие в кампании 1805 года. 24 сентября 1806 года получил звание майора, и стал заместителем командира 5-го драгунского полка. В составе 3-й драгунской дивизии сражался в Пруссии и Польше. 4 февраля 1807 года во главе элитной роты он отправился в разведку, где наткнулся на колонну русской пехоты, не задумываясь, он энергично атаковал её и взял много пленных. 8 февраля 1807 года отличился в сражении при Эйлау, где спас два батальона пехоты, которых преследовала многочисленная русская конница. Затем смог отбиться от наседавших казаков и вернуться в расположении армии. В ходе боя под ним пушечным ядром была убита лошадь, а сам майор за храбрость и мужество удостоился восхищения всей армии и самых лестных похвал принца Мюрата.
За эти успешные действия 25 июня 1807 года Дюбуа был произведён в полковники, и поставлен во главе 7-го кирасирского полка. Принимал участие в Австрийской кампании 1809 года. Отличился в сражении 22 мая при Эсслинге, где после гибели и ранения всех генералов, был вынужден взять на себя командование дивизией. 6 июля при Ваграме во главе взвода кирасир разбил каре австрийской пехоты, и был ранен пулей в правое бедро.
Покрыл себя славой во время Русской кампании 1812 года. Особенно полковник Дюбуа отличился в сражении при Березине, где атаковал и заставил сложить оружие 7-тысячный русский отряд.
7 февраля 1813 года произведён в бригадные генералы. 1 апреля 1813 года был назначен комендантом общего кавалерийского депо в Брауншвейге. С 30 мая 1813 года по 27 мая 1814 года принимал участие в обороне Гамбурга под командованием маршала Даву.
После возвращения во Францию оставался с 1 сентября 1814 года без служебного назначения. Во время «Ста дней» присоединился к Императору. В сражении при Ватерлоо командовал 1-й кирасирской бригадой 13-й кавалерийской дивизии 4-го кавалерийского корпуса генерала Мийо, и получил сабельную рану прикрывая отступление армии.
6 октября 1815 года вышел в отставку и поселился в Вильнёве-сюр-Йонне. Во время революции 1830 года временно возглавлял 18-й военный округ. 11 августа 1830 года назначен командиром 2-й суб-дивизии 18-го округа. 1 мая 1832 года окончательно вышел в отставку. 
С 18 октября 1801 года был женат на Шарлотте де Эммс (фр. Charlotte de Hemms), от которой имел сына Шарля-Луи-Жозефа (фр. Charles-Louis-Joseph Dubois; 1801—1872).

## Воинские звания
- Бригадир (17 марта 1784 года);
- Младший лейтенант (25 января 1792 года);
- Лейтенант (17 декабря 1792 года)
- Капитан (12 июня 1793 года);
- Командир эскадрона (3 октября 1803 года);
- Майор (24 сентября 1806 года);
- Полковник (25 июня 1807 года);
- Бригадный генерал (7 февраля 1813 года).

## Титулы
- Барон Дюбуа-Тенвиль и Империи (фр. baron Dubois-Thainville et de l'Empire; декрет от 19 марта 1808 года, патент подтверждён 2 августа 1808 года)[1].

## Награды
Легионер ордена Почётного легиона (14 июня 1804 года)
 Офицер ордена Почётного легиона (8 октября 1811 года)
 Коммандан ордена Почётного легиона (20 апреля 1831 года)